# Daily Star
Daily Star este un ziar britanic fondat în anul 1978. Ziarul este deținut de compania media Northern & Shell, aflată în proprietatea omului de afaceri Richard Desmond. În luna mai 2008, ziarul avea un tiraj de 726.097 exemplare.